# La vie ne vaut rien
La vie ne vaut rien est une chanson d'Alain Souchon parue pour la première fois en 2001 sur l'album compilation Collection 1984-2001, écrite et composée par Alain Souchon.

## Historique
Le titre de la chanson est tiré d'une citation d'André Malraux issue de son roman Les Conquérants publié en 1928 : « J'ai appris que la vie ne vaut rien, mais que rien ne vaut une vie. »
Cette chanson évoque la brutalité et les difficultés dans la vie, mais malgré tout, l'importance de garder espoir dans la vie.
Cette chanson est évoquée le 30 mars 2020, dans la lettre d'Annie Ernaux, lue sur France Inter, pendant la pandémie de Covid-19.

## Classements
| Classement                              | Meilleure position |
| --------------------------------------- | ------------------ |
| Belgique (Wallonie Ultratop 50 Singles) | 18                 |
| France (SNEP)                           | 46                 |

## Reprises
- En 2003, par les Enfoirés, sur l'album La Foire aux Enfoirés avec Jean-Jacques Goldman, Yannick Noah, Patrick Timsit et Estelle Lefébure.
- Alexis HK, en 2012, dans la nouvelle édition de son album Le Dernier Présent.
- Benjamin Biolay, en 2017 sur l'album hommage à Alain Souchon, Souchon dans l'air.
- Tim Dup, également en 2017.
- A2H en 2024, sur l'album Étincelle de Waxx.